# Carried Away
Carried Away é o sexto álbum de estúdio e o sétimo trabalho do grupo de hip hop People Under the Stairs.

## Faixas
1. "Step Off" - 3:14
2. "Much Too Much" - 3:40
3. "Hit The Top" - 3:50
4. "Listen" - 3:40
5. "Trippin' at the Disco" - 4:12
6. "80 Blocks From Silverlake" - 4:02
7. "Beer" - 3:37
8. "Come On, Let's Get High" - 4:56
9. "Check The Vibe" - 3:31
10. "Letter From The Old School" - 2:17
11. "DQMOT" - 3:32
12. "Down In LA" - 4:03
13. "My Boy D" - 4:01
14. "Teeth" - 1:21
15. "Creepshow" - 4:02
16. "Chicken Kebap" - 1:43
17. "Carried Away" - 4:19

Em adição, duas faixas do vinil:
1. "Lutherfest" - 1:07 (localizada entre "DQMOT" e "Down in LA")
2. "All Good Things" - 4:36 (localizada entre "Chicken Kebap" e "Carried Away")